# Chukwuemeka Odumegwu Ojukwu
Chukwuemeka Odumegwu Ojukwu (ur. 4 listopada 1933 w Zungeru, zm. 26 listopada 2011 w Londynie) – lider secesjonistów z ludu Igbo i pierwszy prezydent Republiki Biafry (1967–1970).
Studiował w Lincoln College w Oksfordzie, Uniwersytecie Oksfordzkim. Wbrew woli ojca, który pragnął, by studiował prawo, studiował historię i po powrocie do Nigerii wstąpił do armii, gdzie dosłużył się stopnia pułkownika. Po pogromie ludu Igbo w muzułmańskim Regionie Północnym, ogłosił niepodległość Regionu Wschodniego, zamieszkanego w większości przez lud Igbo, jako Republiki Biafry.
Pomimo początkowych sukcesów, podczas których o mało nie zdobyto nigeryjskiej stolicy Lagos, wojska nigeryjskie stopniowo przejmowały kontrolę nad kolejnymi częściami kraju. 8 stycznia 1970 Ojukwu opuścił Biafrę, a obowiązki prezydenta republiki objął wiceprezydent Philip Effiong.
Przez 13 lat żył na wygnaniu w Republice Wybrzeża Kości Słoniowej. Wrócił w 1983 i wystartował w wyborach do senatu z list Narodowej Partii Nigerii, mandatu jednak nie zdobył. Startował również w wyborach prezydenckich w 2003, został jednak pokonany przez dotychczasowego prezydenta Ọbasanjọ, zdobywając zaledwie 3,3% głosów. Mimo to ogłosił, że wybory zostały sfałszowane i to on naprawdę je wygrał.